# Monte Velež

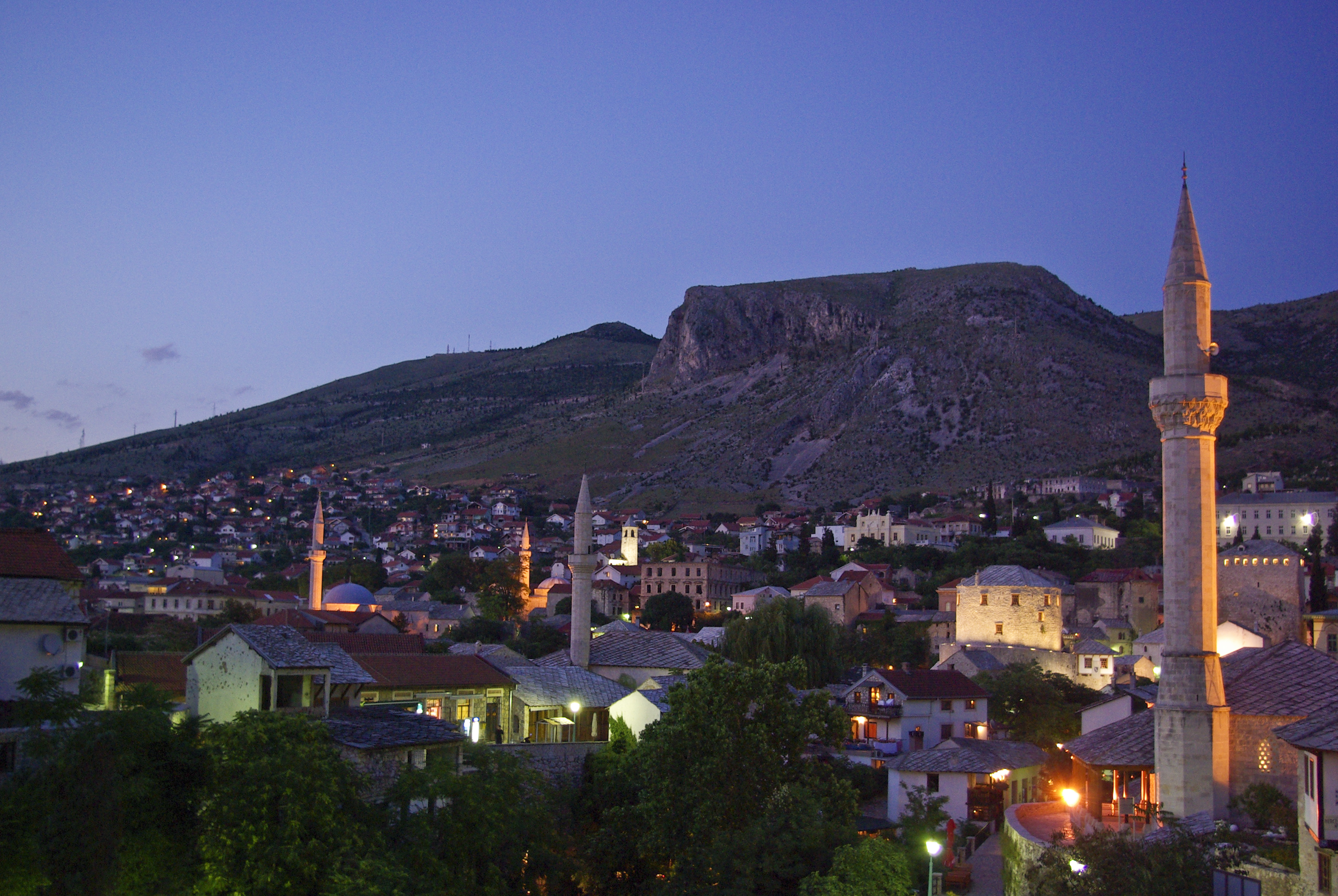
El monte Velež sobre Mostar.

El monte Velež es una montaña en la parte central-sur de la región de Herzegovina en Bosnia y Herzegovina. Los tres principales comunidades de la región del Monte Velež son Nevesinje, que se encuentra en un valle de montaña aislada; Blagaj, que se encuentra cerca del nacimiento del río Buna, y Podveležje que se sitúa por debajo de la cima del Monte Vélez.
La montaña domina la ciudad más grande de la región de Herzegovina, Mostar. La montaña Vélez fue el nombre de uno de los antiguos dioses eslavos, Veles. El pico más alto de Velež se llama Botin y tiene 1969 metros de altura.